# Бутански нгултрум
Нгу́лтрум (на дзонгкха: དངུལ་ཀྲམ; символ: Nu.) е официалната валута на Кралство Бутан. 1 нгултрум се равнява на 100 четрума. Към днешно време обменният курс на нгултрума е фиксиран спрямо индийската рупия.

## История
До 1789 г. монетите на Куч-Бихарския монетен двор се използват в Бутан. След това Бутан започват да секат свои собствени монети, познати като четрум. Ковани сребърни и медни монети са единствените видове издавани до 1929 г., когато съвременни сребърни монети от половин рупия са въведени.
Никеловите монети от половин рупия са въведени през 1950 г. Докато Куч-Бихраските монети циркулират наред със собствените монети на Бутан, десетична парична система и въведена през 1957 г., когато първите монети на Бутан са деноминирани с пайса. През 1966 г. са пуснати в обращение 25 пайси, 50 пайси и 1 рупия, изсечени от мед-никелова сплав.
Докато Бутанското правителство развива икономиката си в началото на 1960-те години, монетизацията през 1968 г. довежда до създаването на Кралското валутно управление на Бутан. През 1974 г. е обявена монетна реформа и нгултрумът е официално въведен като равностоен на 100 четрума. Нгултрумът поддържа фиксацията спрямо индийската рупия.
Министерството на финансите на Бутан издава първите банкноти през 1974 г. с номинална стойност от 1, 5, 10 и 100 нгултрума. През 1983 г. Кралското валутно управление на Бутан поема отговорността за печатането на банкнотите.

## Монети
През 1974 г. са въведени алуминиеви монети от 5 и 10 четрума, алуминиево-бронзови 20 четрума и мед-никелови 25 чтерума и 1 нгултрум. В днешно време се използват основно монети с номинал 20, 25 и 50 четрума и 1 нгултрум, въпреки че монети от 5 и 10 четрума все още съществуват в обращение.
| Стойност | Технически параметри | Технически параметри | Технически параметри | Технически параметри | Описание                                                          | Описание | Дата на  | Дата на   |
| Стойност | Диаметър             | Дебелина             | Тегло                | Ръб                  | Лице                                                              | Гръб | издаване | изтегляне |
| -------- | -------------------- | -------------------- | -------------------- | -------------------- | ----------------------------------------------------------------- | --- | -------- | --------- |
| Ch.20    | 22.00 mm             | 1.8 mm               | 4.5 g                | назъбен              | Работник на поле. Надпис: Храна за всички                         | Умалена версия на герба на Бутан Надпис: 20 четрума                                                                               | 1974 г.  | настояща  |
| Ch.25    | 22.20 mm             | 1.8 mm               | 4.6 g                | назъбен              | Златни рибки Надпис: Кралско правителство на Бутан                | Ваджра (двоен диамант-мълния), част от герба на Бутан Надпис: 25 четрума                                                          | 1979 г.  | настояща  |
| Ch.50    | 25.85 mm             | 1.8 mm               | 6.9 g                | назъбен              | Съкровищна ваза Надпис: Кралско правителство на Бутан             | Осем различни почетни будистки символ Надпис: 50 четрума                                                                          | 1979 г.  | настояща  |
| Nu.1     | 27.95 mm             | 1.7 mm               | 8.2 g                | назъбен              | Гербът на Бутан в окръжност Надпис: Кралско правителство на Бутан | Монета, разделена на 9 части в окръжност, всяка има символ, номинал под осем различни почетни будистки символа Надпис: 1 нгултрум | 1979 г.  | настояща  |

## Банкноти
На 2 юни 1974 г. правителството на Бутан пуска в обращение банкноти от Nu.1, Nu.5 и Nu.10, последвани от банкноти от Nu.2, Nu.20, Nu.50, и Nu.100 през 1978 г.
През 2006 г. е пусната в обращение най-новата серия банкноти, с номинал от Nu.1, Nu.5, Nu.10, Nu.20, Nu.50, Nu.100, Nu.500, и Nu.1000.
| Серия 2006 г. – настояще | Серия 2006 г. – настояще | Серия 2006 г. – настояще                   | Серия 2006 г. – настояще     | Серия 2006 г. – настояще | Серия 2006 г. – настояще | Серия 2006 г. – настояще | Серия 2006 г. – настояще     |
| Стойност                 | Размери                  | Основен цвят                               | Описание                     | Описание                 | Дата на издаване         | Дата на първо издаване   | Воден знак                   |
| Стойност                 | Размери                  | Основен цвят                               | Лице                         | Гръб                     | Дата на издаване         | Дата на първо издаване   | Воден знак                   |
| ------------------------ | ------------------------ | ------------------------------------------ | ---------------------------- | ------------------------ | ------------------------ | ------------------------ | ---------------------------- |
| Nu.1                     | 120 x 60 mm              | Синьо, червено и зелено                    | Дракони                      | Симтокха Дзонг           | 2006 г. 2013 г.          | 20 ноември 2006 г.       | няма                         |
| Nu.5                     | 125 x 60 mm              | Жълто, кафяво и червено                    | Птици                        | Паро Такцанг             | 2006 г. 2011 г.          | 20 ноември 2006 г.       | няма                         |
| Nu.10                    | 125 x 65 mm              | Dark green and yellow Тъмно зелено и жълто | Джигме Синге Вангчук         | Ринпунг Дзонг            | 2006 г. 2013 г.          | 2007 г.                  | Джигме Синге Вангчук         |
| Nu.20                    | 130 x 65 mm              | Жълто и зелено                             | Джигме Хесар Намгиал Вангчук | Пунакха Дзонг            | 2006 г.                  | 20 ноември 2006 г.       | Джигме Хесар Намгиал Вангчук |
| Nu.50                    | 145 x 70 mm              | Розово, оранжево и зелено                  | Джигме Хесар Намгиал Вангчук | Тронгса Дзонг            | 2008 г.                  | 6 ноември 2008 г.        | Джигме Хесар Намгиал Вангчук |
| Nu.100                   | 145 x 70 mm              | Зелено                                     | Джигме Синге Вангчук         | Ташичо Дзонг             | 2006 г. 2011 г.          | 2007 г.                  | Джигме Синге Вангчук         |
| Nu.500                   | 155 x 70 mm              | Розово, оранжево и зелено                  | Уген Вангчук                 | Пунакха Дзонг            | 2006 г. 2011 г.          | 20 ноември 2006 г.       | Джигме Синге Вангчук         |
| Nu.1000                  | 165 x 70 mm              | Жълто, червено и златно                    | Джигме Хесар Намгиал Вангчук | Ташичо Дзонг             | 2008 г.                  | 6 ноември 2008 г.        | Джигме Хесар Намгиал Вангчук |